# SC Heerenveen
Der Sportclub Heerenveen, im deutschsprachigen Raum allgemein bekannt als SC Heerenveen (Eigenschreibweise sc Heerenveen), ist ein Fußballverein aus Heerenveen, Provinz Friesland in den Niederlanden.

## Geschichte
Der Verein wurde am 20. Juli 1920 als Athleta gegründet. Von 1921 bis zum Oktober 1922 nannte sich der Verein Spartaan, danach benannte er sich in VV Heerenveen um. Der Profi-Fußball wurde am 1. Juni 1977 in einem eigenen Klub, dem sc Heerenveen, untergebracht. Die Voetbal Vereniging Heerenveen existiert auch heute noch.
Der Klubname wird offiziell mit Kleinbuchstaben „sc“ geschrieben.

Logo bis in die 90er Jahre

Der berühmteste Spieler, der je bei Heerenveen aktiv war, war Abe Lenstra. In den 1950er-Jahren war er vielfacher Nationalspieler für die Niederlande. Das am 7. Mai 1950 ausgetragene Heimspiel gegen Ajax Amsterdam ist heute noch legendär unter den Heerenveen-Fans. 30 Minuten vor Schluss lag der Klub bereits 1:5 zurück und die Partie schien aussichtslos verloren. Die Spieler schafften es jedoch, den Rückstand noch aufzuholen und das Spiel schließlich mit 6:5 zu gewinnen.
Der SC Heerenveen belegte in der niederländischen Meisterschaft 1999/2000 den 2. Platz und konnte sich daraufhin für die UEFA Champions League 2000/01 qualifizieren, wo die Gruppenphase erreicht wurde. 2001/02 und 2003/04 wurde in der Meisterschaft Rang 4 erreicht und somit die Qualifikation für den UEFA-Pokal. Die Saison 2004/05 beendete Heerenveen auf dem 5. Platz. In der UEFA-Pokal-Saison 2005/06 überstand der Klub die Gruppenphase und scheiterte in der anschließenden Zwischenrunde an Steaua Bukarest.
Die Saison 2005/06 beendete Heerenveen auf dem 7. Platz und konnte sich somit nicht für den internationalen Wettbewerb qualifizieren.
Die Saison 2006/2007 schloss man auf dem 5. Platz ab und qualifizierte sich für die 1. Runde des UEFA-Pokals 2007/08. Hier scheiterte man jedoch bereits an Helsingborgs IF mit 5:3 und 1:5.
In der Saison 2007/08 konnte man sich abermals für den UEFA-Pokal qualifizieren. In der ersten Runde des UEFA-Pokal 2008/09 setzte man sich noch 1:1 und 5:2 gegen Vitória Setúbal aus Portugal durch. Bei der darauffolgenden Gruppenphase konnte man jedoch keinen Punktgewinn verzeichnen und schied folglich als Letzter der Gruppe E aus.
In der Saison 2008/09 übernahm der Norweger Trond Sollied das Traineramt von Gertjan Verbeek, der den SC nach vier Jahren in Richtung Feyenoord Rotterdam verließ. In diesem Jahr belegte man den fünften Tabellenplatz in der Eredivisie und qualifizierte sich durch den Gewinn des KNVB-Pokals für die Playoffs der Europa League 2009/10. Hier setzte man sich gegen PAOK Saloniki mit 1:1 auswärts und 0:0 daheim dank der Auswärtstorregel durch. Doch wieder kam der Verein nicht über die Gruppenphase hinaus: Siege über Hertha BSC auswärts und Sporting Lissabon zu Hause sowie zwei weitere Unentschieden gegen FK Ventspils und Sporting reichten für ein Weiterkommen nicht aus.

## Stadion
Die Heimstätte des Vereins ist das am 20. August 1997 eröffnete Abe-Lenstra-Stadion. Es fasst etwa 26.800 Zuschauer, davon 1.000 auf Stehplätzen. In der Saison 2007/08 kamen im Durchschnitt 25.224 Besucher zu den Spielen.

## Bekannte ehemalige Spieler
- Marcus Allbäck
- Afonso Alves
- Ioan Andone
- Michael Bradley
- Arnold Bruggink
- Rodion Cămătaru
- Filip Đuričić
- Bas Dost
- Erik Edman
- Viktor Elm
- Alfreð Finnbogason
- Rob Friend
- Jeffrey Gouweleeuw
- Klaas-Jan Huntelaar
- Daryl Janmaat
- Daniel Jensen
- Abe Lenstra
- Anthony Lurling
- Ruud van Nistelrooy
- Kristoffer Nordfeldt
- Thomas Prager
- Danijel Pranjić
- Arkadiusz Radomski
- Jukka Raitala
- Tomasz Rząsa
- Giorgos Samaras
- Daley Sinkgraven
- Miralem Sulejmani
- Jon Dahl Tomasson
- Mark Uth
- Mika Väyrynen
- Boy Waterman
- Hakim Ziyech
- Gianni Zuiverloon

## Sportliche Erfolge
- Niederländischer Pokalsieger: 2009
- Niederländischer Pokalfinalist: 1993, 1997

## Aktueller Kader 2025/26
Stand: 6. August 2025
| Nr.        | Nat.         | Name                       | Geburtstag | im Verein seit | Vertrag bis |     |
| Tor        | Tor          | Tor                        | Tor        | Tor            | Tor         | Tor |
| ---------- | ------------ | -------------------------- | ---------- | -------------- | ----------- | --- |
| 22         | Niederlande  | Bernt Klaverboer           | 26.09.2005 | 2023           | 2025        |     |
| 44         | Niederlande  | Andries Noppert            | 07.04.1994 | 2022           | 2027        |     |
| Abwehr     |              |                            |            |                |             |     |
| 03         | Niederlande  | Maas Willemsen             | 29.04.2003 | 2025           | 2029        |     |
| 04         | Niederlande  | Sam Kersten                | 30.01.1998 | 2024           | 2027        |     |
| 05         | Polen        | Paweł Bochniewicz          | 30.01.1996 | 2020           | 2026        |     |
| 17         | Norwegen     | Nikolai Hopland            | 24.07.2004 | 2024           | 2028        |     |
| 19         | Griechenland | Vasilios Zagaritis         | 04.05.2001 | 2025           | 2028        |     |
| 28         | Bulgarien    | Christijan Petrow          | 24.06.2002 | 2025           | 2029        |     |
| 32         | Niederlande  | Robin Bouw                 | 24.04.2006 | 2021           | 2027        |     |
| Mittelfeld |              |                            |            |                |             |     |
| 06         | Niederlande  | Joris van Overeem          | 01.06.1994 | 2025           | 2027        |     |
| 08         | Niederlande  | Luuk Brouwers              | 03.05.1998 | 2024           | 2027        |     |
| 14         | Niederlande  | Levi Smans                 | 25.03.2003 | 2024           | 2028        |     |
| 16         | Schweden     | Marcus Linday              | 02.06.2003 | 2025           | 2029        |     |
| 21         | Niederlande  | Espen van Ee               | 05.07.2003 | 2024           | 2026        |     |
| 28         | Niederlande  | Melle Witteveen            | 24.06.2003 | 2024           | 2025        |     |
| 31         | Niederlande  | Kai Jansen                 | 29.05.2007 | 2017           | 2027        |     |
| 39         | Curaçao      | Isaiah Ahmed               | 28.12.2005 | 2023           | 2027        |     |
| 45         | Norwegen     | Oliver Braude              | 21.02.2004 | 2023           | 2027        |     |
| Sturm      |              |                            |            |                |             |     |
| 07         | Frankreich   | Maxence Rivera             | 30.05.2002 | 2025           | 2028        |     |
| 09         | Suriname     | Dylan Vente                | 09.05.1999 | 2025           | 2029        |     |
| 20         | Danemark     | Jacob Trenskow             | 26.11.2000 | 2024           | 2028        |     |
| 26         | Niederlande  | Amourricho van Axel Dongen | 29.09.2004 | 2025           | 2026        |     |
| 27         | Tschechien   | Václav Sejk                | 18.05.2002 | 2025           | 2026        |     |
| 50         | Niederlande  | Eser Gürbüz                | 06.03.2007 | 2025           | 2028        |     |

## Trainer
| Amtszeit  | Nat.        | Trainer             |
| --------- | ----------- | ------------------- |
| 1930–1932 | Niederlande | Sjoerd Van Zuijen   |
| 1932      | England     | Sid Castle          |
| 1932–1933 | Niederlande | Otto Pinter         |
| 1934      | Niederlande | Dirk Steenbergen    |
| 1934–1936 | Niederlande | Theo Eikenaar       |
| 1936–1938 | England     | Sid Castle          |
| 1938–1939 | Niederlande | Piet Smit           |
| 1939–1945 | Niederlande | Anton Dalhuysen     |
| 1945      | Niederlande | Otto Bonsema        |
| 1946–1947 | Niederlande | Abe Lenstra         |
| 1947–1951 | Niederlande | Piet van der Munnik |
| 1951–1955 | England     | Bob Kelly           |
| 1955–1958 | Niederlande | Volgert Ris         |
| 1958–1961 | Niederlande | Siem Plooyer        |
| 1961–1963 | Niederlande | Arie de Vroet       |
| 1963–1965 | Niederlande | Evert Mur           |
| 1965–1966 | Ungarn      | Laszlo Zalai        |
| 1966–1967 | Niederlande | Ron Groenewoud      |
| 1967–1969 | Niederlande | Evert Teunissen     |
| 1969–1971 | Niederlande | Bas Paauwe          |
| 1971–1973 | Niederlande | Meg de Jongh        |

| Amtszeit  | Nat.        | Trainer            |
| --------- | ----------- | ------------------ |
| 1973–1977 | Ungarn      | Laszlo Zalai       |
| 1977–1980 | Niederlande | Jan Teunissen      |
| 1980–1985 | Niederlande | Henk Van Brussel   |
| 1985–1988 | Niederlande | Foppe de Haan      |
| 1988–1989 | Niederlande | Ted Immers         |
| 1989–1990 | Niederlande | Ab Gritter         |
| 1990–1992 | Deutschland | Fritz Korbach      |
| 1992–2004 | Niederlande | Foppe de Haan      |
| 2004–2008 | Niederlande | Gertjan Verbeek    |
| 2008–2009 | Norwegen    | Trond Sollied      |
| 2009–2010 | Niederlande | Jan de Jonge       |
| 2010      | Niederlande | Jan Everse junior  |
| 2010–2012 | Niederlande | Ron Jans           |
| 2012–2014 | Niederlande | Marco van Basten   |
| 2014–2015 | Niederlande | Dwight Lodeweges   |
| 2015–2016 | Niederlande | Foppe de Haan      |
| 2016–2018 | Niederlande | Jurgen Streppel    |
| 2018–2019 | Niederlande | Jan Olde Riekerink |
| 2019–2022 | Niederlande | Johnny Jansen      |
| 2022      | Danemark    | Ole Tobiasen       |
| 2022–2024 | Niederlande | Kees van Wonderen  |

| Amtszeit  | Nat.        | Trainer          |
| --------- | ----------- | ---------------- |
| 2024–2025 | Niederlande | Robin van Persie |
| 2025      | Niederlande | Henk Brugge      |
| 2025-     | Niederlande | Robin Veldman    |